# 이림 (고려)
이림(李琳, ? ~ 1391년)은 고려의 무신(武臣), 문신(文臣), 시인(詩人)이다. 본관은 고성(固城)이며 일명 이성림(李成琳)으로도 불리었다. 근비 이씨(謹妃 李氏)의 아버지이자 고려 우왕(高麗 禑王)의 국구(國舅)이며 고려 창왕(高麗 昌王)의 외조부(外祖父)이다.

## 생애
고려 공민왕(高麗 恭愍王) 때인 1355년 음서(蔭敍)로 무관(武官) 관직에 천거되었으며 무신(武臣)과 문신(文臣)으로 활약하였다.
1374년 공민왕(恭愍王)이 시해되자 그의 서자(庶子)인 우왕(禑王)을 섬겼고 1379년 자신의 딸이 우왕과 국혼을 올려 근비(謹妃)가 되자 철성부원군(鐵城府院君)에 봉해졌다. 그러나 1388년 당시 수문하시중 이성계(李成桂)가 위화도 회군(威化島 回軍)을 일으킨 후 사위인 우왕을 보위에서 내쫓고 외손(外孫)인 창왕(昌王)을 옹립하면서부터 신상과 신변이 위태로워지는 불운을 겪기 시작했으며 이듬해 1389년 창왕이 이성계에 의하여 보위에서 쫓겨나고 이후 폐주로 전락한 외손자 창왕의 원척 족조부 고려 공양왕(高麗 恭讓王)이 즉위하자 교주강릉도 철원(지금의 대한민국 강원도 철원군)으로 유배형에 처해졌으며 다음 해 1390년 양광도 국원경(지금의 대한민국 충청북도 충주시)에 이배되었다가 1년 후 1391년 그곳에서 병사했다.